# Sebastián Lerdo de Tejada Covarrubias
Sebastián Lerdo de Tejada Covarrubias (Ciudad de México, 1 de noviembre de 1966 - Ciudad de México, 22 de mayo de 2015) fue un abogado y político mexicano. Fue diputado federal en dos ocasiones y director jurídico del Instituto Mexicano del Mercado de Capitales de la Bolsa de Valores. Desde diciembre de 2012 hasta su fallecimiento, se desempeñó como director general del Instituto de Seguridad y Servicios Sociales de los Trabajadores del Estado (ISSSTE).

## Carrera política
Lerdo de Tejada Covarrubias fue abogado por la Universidad Nacional Autónoma de México de donde egresó en 1990. En el sector privado se desempeñó como Director Jurídico del Instituto Mexicano del Mercado de Capitales de la Bolsa Mexicana de Valores. Afiliado al Partido Revolucionario Institucional y desempeñó varios cargos al interior de su partido.
De 1994 a 1997 fue diputado federal, pasando a formar parte de la LVI Legislatura del Congreso de la Unión donde perteneció a la Comisión de Hacienda. Al terminar su gestión legislativa se integró como asesor a la Procuraduría Federal del Consumidor. En el año 2000 funda su propio despacho «Lerdo de Tejada-Godina Lobbying México».
En 2006 contendió por un cargo de elección popular para la Cámara de Senadores con la coalición Alianza por la Ciudad, sin embargo no resultó elegido en aquella ocasión. Un año después coordinó la campaña por la dirigencia del PRI de Beatriz Paredes, en donde esta se hizo con la victoria convirtiéndose en la lideresa nacional de dicho partido. A partir de esa fecha trabaja al interior de su partido: llega a ser titular de la Secretaría Nacional de Estrategia, Información y Propaganda y delegado especial del Comité Ejecutivo Nacional en varios estados.
Tras lo anterior, en 2009 vuelve a ser elegido como legislador federal, para ocupar nuevamente un puesto en la Cámara de Diputados esta vez en la LXI legislatura donde fue designado secretario de la comisión de Vigilancia de la Auditoría Superior de la Federación.
Durante las elecciones federales de 2012 fue representante de su partido ante el Instituto Federal Electoral. Al finalizar dichas elecciones y casi al fin de su encargo como diputado, se unió al equipo de transición del entonces presidente electo Enrique Peña Nieto como Coordinador para el Plan Nacional de Desarrollo.
Tras la toma de protesta de Peña Nieto como presidente el 1 de diciembre de 2012, Lerdo de Tejada fue nombrado como nuevo titular del Instituto de Seguridad y Servicios Sociales de los Trabajadores del Estado.

## Fallecimiento
El 22 de mayo de 2015, en un comunicado del director del Hospital Lic. Adolfo López Mateos, el Dr. Roberto Baños Tapia informó que Lerdo de Tejada, ingresó este viernes a las 22:20 horas traído por ambulancias de emergencias, asistido por médicos y paramédicos. Informó que se realizaron maniobras de reanimación por 30 minutos y se declaró la defunción a las 22:56 horas por un infarto agudo al miocardio fulminante, en el Hospital Adolfo López Mateos de la Ciudad de México.